# Denis Sassou-Nguesso
Denis Sassou Nguesso (n. 23 noiembrie 1943, Edou⁠(d), Cuvette, Republica Congo) este președintele Republicii Congo.
În octombrie 2021, Denis Sassou N'Guesso a fost citat în scandalul „Pandora Papers". Potrivit consorțiului internațional de jurnaliști, compania a fost în 1998, imediat după revenirea la putere a lui Denis Sassou N'Guesso, compania Investițiile interafricane ar fi fost înregistrate în Insulele Virgine Britanice, un paradis fiscal din Caraibe. Denis Sassou N'Guesso neagă în bloc că este vorba despre documente.

## Legături externe
- Site web oficial